# Hippocampus trimaculatus
Пљоснатолики морски коњић (Hippocampus histrix) је зракоперка из реда Syngnathiformes и породице морских коњића и морских шила (Syngnathidae).

## Распрострањење
Ареал пљоснатоликог морског коњића обухвата већи број држава. Врста је присутна у Аустралији, Кини, Вијетнаму, Јапану, Тајланду, Индонезији, Филипинима, Хонгконгу, Сингапуру и Индији.

## Станиште
Станишта врсте су морски екосистеми.

## Угроженост
Ова врста се сматра рањивом у погледу угрожености врсте од изумирања.